# Infinity Chess
Infinity Chess è un importante server di scacchi internazionale che consente di giocare a scacchi online contro giocatori umani o motori scacchistici. Il sito, infatti, prevede varie modalità di gioco combinate tra uomo, motore e centauro (uomo + computer).
Organizza vari tornei di scacchi ed offre ad ognuno di testare da casa la propria abilità contro avversari, diversificati per valore, collegati da ogni parte del mondo, supporta tutti i motori di scacchi UCI (Universal Chess Interface) e dispone di camere assortite per ogni tipo di attività e modalità di gioco.
Si può iniziare a giocare subito come ospite o creare un account, partecipare a tornei ufficiali e organizzarne di propri guadagnando "Fini", che è la moneta di Infinity Chess convertibile in Euro e Dollari USA e consente, inoltre, di fornire il proprio contributo ed opinione nella chat in diretta.
Infinity Chess periodicamente organizza soprattutto importanti tornei con premi in denaro di Freestyle Chess per centauri (variante degli Scacchi avanzati, creati dal GM Garry Kasparov), nei quali ogni giocatore può lecitamente farsi aiutare da programmi e motori scacchistici.

## Principali tornei di Freestyle Chess organizzati
- Welcome Freestyle Tournament (2008), vinto a pari merito da Sephiroth (Eros Riccio, ITA) e da Luminarydebris (Steven Cramton, USA)
- Christmas Freestyle Tournament (2008), vinto da Sephiroth (Eros Riccio)
- IC Freestyle Masters (2009), vinto da Sephiroth (Eros Riccio)
- 1º Infinity Freestyle Tournament (2012), vinto a pari merito da Dovahkiin (Eros Riccio) e da Ultra-d (David Evans, GBR)
- 2° Infinity Freestyle Tournament (2012), vinto da Biertrinker (Jan Zidu, CZE)
- 3° Infinity Freestyle Tournament (2012), vinto da Eddie (Richard Goma, USA)
- IC Freestyle Battle (2014), vinto dal team Intagrand (Anson Williams, David Evans, Yingheng Chen e Nelson Hernandez)
- IC Team Cup (2015), vinto dalla squadra Pure Chess
- IC Ultimate Challenge (2017), vinto da Zor (EAU)